# ミネソタ・ワイルズ
もしかして
- ミネソタ・ワイルド

ではありませんか？